# Alexandre I da Sérvia
Alexandre I da Sérvia ou Alexandre Obrenović (em sérvio: Александар Обреновић; romaniz.: Aleksandar Obrenović; Belgrado, 14 de agosto de 1876  – Belgrado, 11 de junho de 1903) foi rei da Sérvia de 1889 a 1903. Alexandre foi o último membro da casa Obrenović a reinar na Sérvia.

## Ascensão

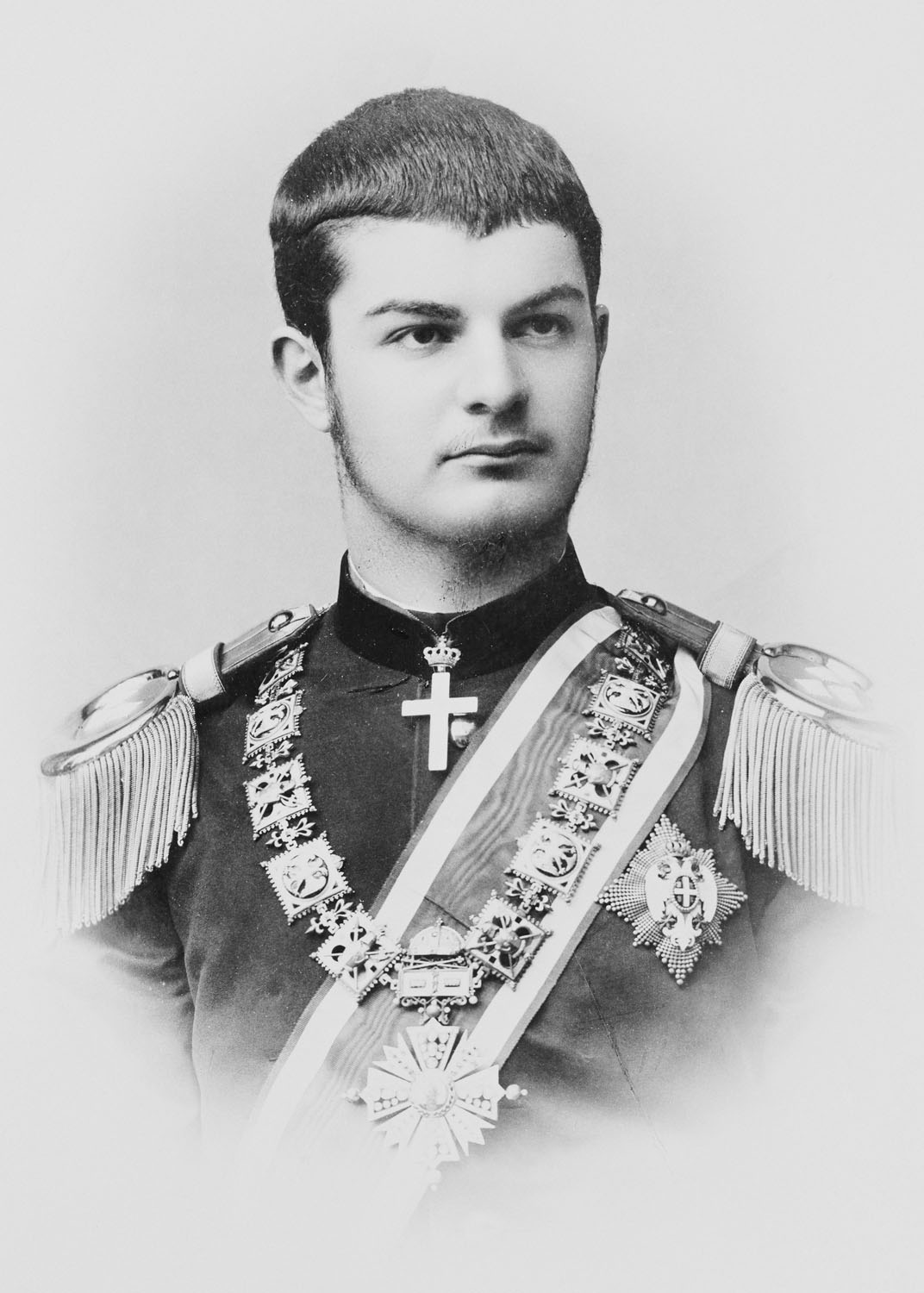
O jovem rei Alexandre.

Alexandre nasceu a 14 de agosto de 1876, filho do rei Milan I da Sérvia e de sua consorte Natália Ketchko. Por nascimento, era membro da Casa de Obrenović, a dinastia governante do Principado da Sérvia e, a partir de 1882, do Reino da Sérvia. Seu padrinho de baptismo foi o czar Alexandre II da Rússia.
Em 1889, Milan abdicou inesperadamente e retirou-se para a vida privada, proclamando Alexandre rei da Sérvia. Dado que o rei tinha apenas treze anos, foram nomeados três regentes, sendo Jovan Ristić o mais proeminente entre eles.
Em 1892, Nikola Tesla visitou a Sérvia. Após a recepção cerimonial, no dia seguinte ele visitou o Ministro da Educação, Andra Mitrović , que o levou ao rei para uma audiência que durou cerca de 1 hora. Cerca de dez dias depois, a Regência, em nome de Alexandre, concedeu a Tesla a Ordem de São Sava II.
No dia 13 de abril de 1893, Alexandre ordenou a prisão dos regentes, proclamando-se maior de idade e dissolvendo a Assembleia Nacional. A 21 de maio, aboliu a constituição liberal de 1889 do seu pai e restaurou a constituição anterior (de 1869). Em 1894, o jovem rei trouxe de volta a Sérvia o seu pai, Milan, e, em 1898, nomeou-o comandante-em-chefe do exército. Durante esse período, Milan foi considerado o governante de facto do país. Em 1898, foram aplicadas penalidades aos partidos Radical e Russófilo, que a corte procurava vincular a uma tentativa de assassinato do ex-rei Milan.
A atitude de Alexandre durante a Guerra Greco-Turca (1897) foi de estrita neutralidade.

## Reinado

### Monarca nos Balcãs

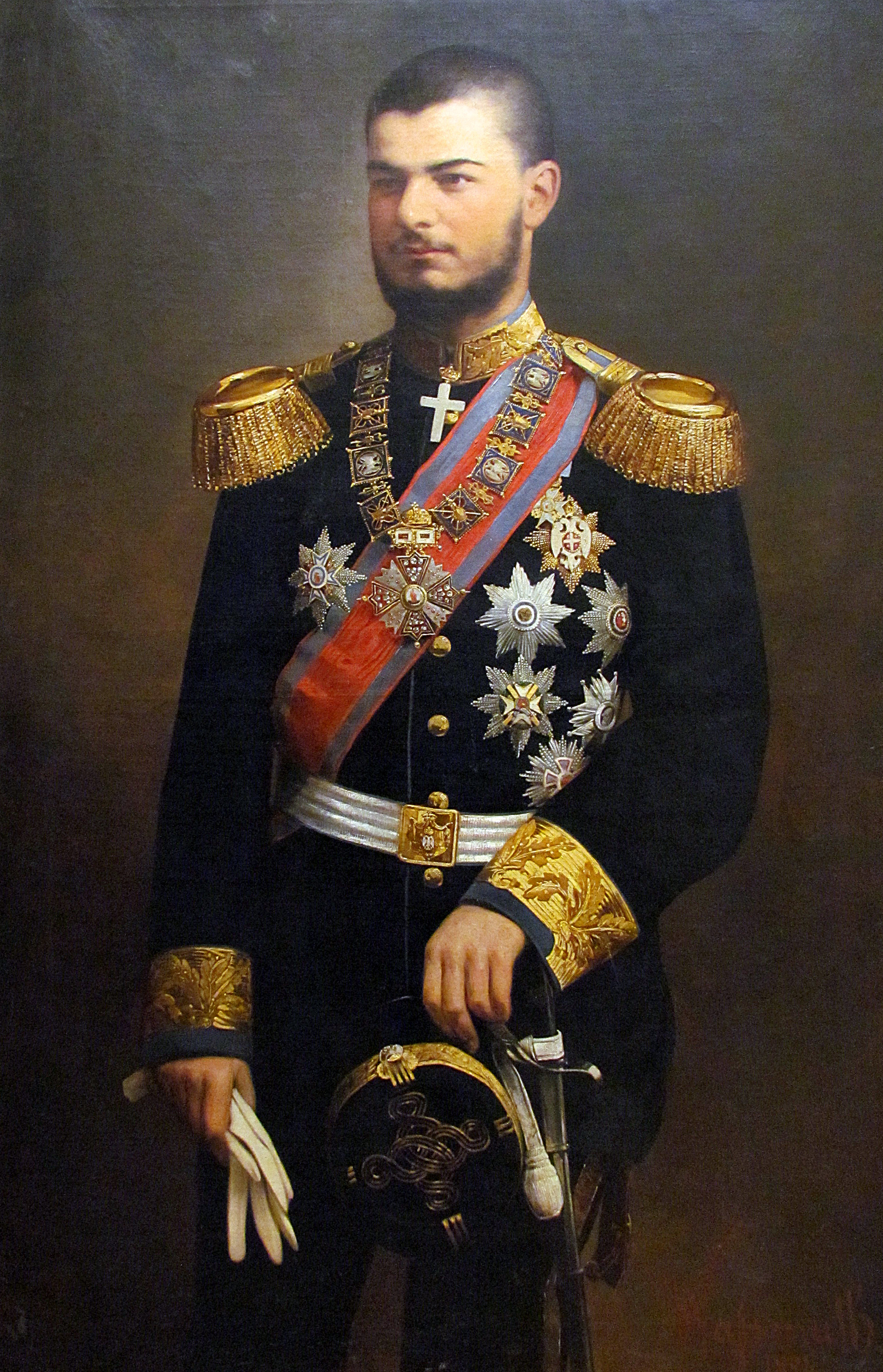
Alexandre I da Sérvia
Heinrich Waßmuth, 1894

Em 28 de junho de 1896, durante as comemorações do Dia de São Vito, em Belgrado, ocorreu um evento significativo na história das relações entre a Sérvia e Montenegro, quando Alexandre e o príncipe Nicolau Petrović-Njegoš se reuniram, sendo o primeiro encontro entre governantes de respectivas nações. Alexandre preparou uma recepção grandiosa para o príncipe montenegrino na estação ferroviária, comandou seu esquadrão militar e foi o primeiro a cumprimentar o príncipe montenegrino. Na ocasião, Nicolau proferiu um longo discurso, no qual saudou a cooperação entre a Sérvia e o Montenegro. Nicolau Petrović-Njegoš ficou emocionado ao participar, no mesmo dia, de uma cerimônia memorial às vítimas de Kosovo na Igreja Catedral. Após o serviço religioso e o discurso patriótico do arcebispo Mihailo, o príncipe, vestido com um traje dourado montenegrino e com uma espada dos Nemanjić à cintura, ajoelhou-se, beijou a terra e rompeu em lágrimas. Dois anos depois, começaram a fazer-se preparativos para um casamento entre Alexandre e uma filha de Nicolau, a princesa Xenia de Montenegro. Contudo, quando Alexandre visitou a corte montenegrina para lhe pedir a sua mão em casamento, Xenia achou-o tão "nojento e horrendo" tanto em aparência como em maneiras que, mesmo apesar das tentativas do pai, se recusou a casar com ele, humilhando-o e enfurecendo-o tanto que as relações diplomáticas entre a Sérvia e o Montenegro ficaram congeladas. Quando Alexandre escolheu o irmão de Xenia, Mirko, para seu herdeiro em 1901, foi, entre outras coisas, para esquecer estas velhas afrontas.
Em abril de 1896, durante os Jogos Olímpicos de Verão realizados em Atenas, Alexandre pediu a mão da princesa Maria, filha do rei Jorge I da Grécia, em casamento. A princesa rejeitou-o, achando Alexandre "muito feio", o que esfriou as relações entre a Sérvia e a Grécia. Após o início da Revolta de Creta de 1897-1898, as relações entre a Sérvia e a Bulgária tornaram-se mais tensas. Alexandre foi criticado por não ter aproveitado a Guerra Greco-Turca para deteriorar as relações com a Rússia. O rei Alexandre fez uma visita oficial ao príncipe Fernando da Bulgária em Sófia, a 19 de fevereiro de 1897, onde assinou o "Acordo Sérvio-Búlgaro". De acordo com este tratado, previa-se uma colaboração em questões que envolviam os sérvios e búlgaros no Império Otomano.

### Política e constituição

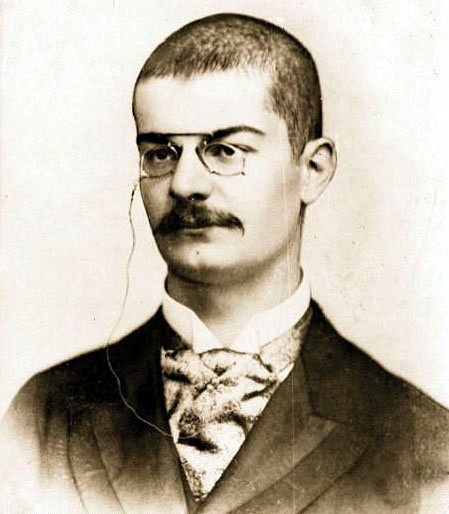
Alexandre

Alexandre tentou reconciliar os partidos políticos ao apresentar uma nova constituição liberal, por iniciativa própria, em 1901, introduzindo, pela primeira vez na história constitucional da Sérvia, o sistema bicameral (skupština e senado). Esta medida reconciliou os partidos políticos, mas não apaziguou o exército, que, já insatisfeito com o casamento do rei, ficou ainda mais descontento com os rumores de que um dos dois irmãos impopulares da rainha Draga, o tenente Nikodije, seria proclamado herdeiro presumido ao trono.
As boas relações de Alexandre e a crescente dependência do país em relação à Áustria-Hungria foram amplamente rejeitadas pela opinião pública sérvia. Segundo Heinrich Berghaus, mais de dois milhões de sérvios viviam na Áustria-Hungria, com mais de um milhão no Império Otomano, embora muitos tivessem emigrado para a Sérvia.
Entretanto, a independência do senado e do conselho de estado começaram a causar crescente irritação a Alexandre. Em março de 1903, o rei suspendeu a constituição por meia hora, tempo suficiente para publicar decretos que demitiam e substituíam os antigos senadores e conselheiros de estado. Este ato arbitrário aumentou o descontentamento no país.
Tentando apaziguar a oposição, Alexandre concedeu uma amnistia aos Radicais perseguidos e, em 1901, emitiu uma constituição moderadamente liberal. Foi instituído um Conselho de Estado e uma segunda câmara para o parlamento.
Em 1902, o rival de Alexandre, Pedro Karađorđević, foi proclamado rei por seus seguidores em Šabac, e Alexandre respondeu organizando um gabinete militar e suspendendo a constituição. Os Radicais começaram a conspirar para assassinar o rei.

## Casamento

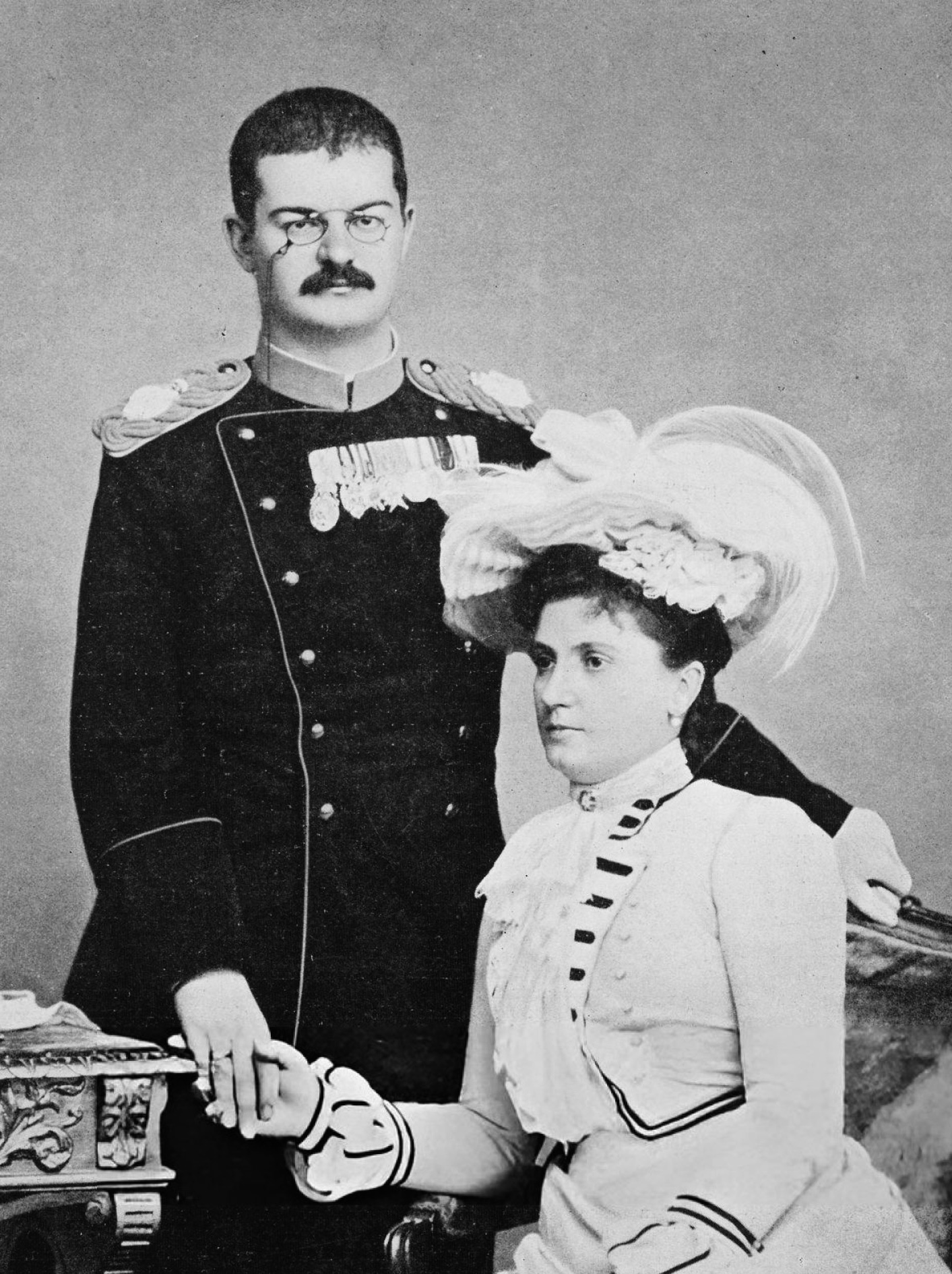
Alexandre e Draga, c. 1900.

No verão de 1900, Alexandre anunciou inesperadamente o seu noivado com Draga Mašin, uma viúva de má reputação, casada anteriormente com um engenheiro obscuro. Alexandre conhecera Draga em 1897, quando ela servia como dama de companhia de sua mãe. Draga era nove anos mais velha do que o rei, impopular na sociedade de Belgrado, conhecida pelos seus supostos numerosos envolvimentos sexuais e amplamente acreditava-se que era infértil. Como Alexandre era filho único, era imperativo garantir a sucessão através da produção de um herdeiro. A oposição à Mašin, entre as classes políticas, era tão intensa que o rei encontrou grande dificuldade em recrutar candidatos adequados para cargos seniores.
Antes de anunciar o seu noivado, Alexandre não consultou o seu pai, que estava de férias em Karlsbad e a fazer preparativos para garantir o casamento do seu filho com a princesa Alexandra de Eschaumburgo-Lipa, membro de uma antiga casa real alemã e irmã da rainha de Württemberg, e uma noiva adequada para Alexandre. Também não consultou o seu primeiro-ministro, Dr. Vladan Đorđević, que se encontrava na Exposição Universal em Paris na altura do anúncio. Ambos os responsáveis renunciaram imediatamente, e Alexandre teve dificuldade em formar um novo governo. A sua mãe também se opôs ao casamento e foi, posteriormente, exilada do reino.
A oposição à união pareceu diminuir temporariamente com a publicação das felicitações do czar Nicolau II da Rússia ao rei pelo noivado, bem como a sua concordância em ser a testemunha principal no casamento. O casamento realizou-se, de facto, em agosto de 1900. No entanto, a impopularidade da união enfraqueceu a posição do rei aos olhos do exército e da nação em geral.

## Assassinato
A impressão geral era de que mantendo-se o senado leal ao casal real, e obtendo-se ampla maioria nas eleições gerais, Alexandre não hesitaria em proclamar o irmão da rainha como herdeiro aparente do trono. Assim, o governo sérvio compactuou para que príncipe Mirko de Montenegro, casado com Natália Konstantinović, neta da princesa Anka Obrenović, por sua vez tia do ex-rei Milan, tornar-se-ia o rei da Sérvia se o casal real não tivesse filhos.
Aparentemente para evitar que o irmão da rainha fosse nomeado herdeiro presumido, mas em realidade para substituir Alexandre por Pedro Karađorđević, uma conspiração foi organizada por militares. O grupo era liderado pelo capitão Dragutin Dimitrijević, também conhecido como "Apis", e Novak Perišić, um jovem militante ortodoxo sérvio que estava ao serviço do Império Russo, bem como o líder da organização nacionalista sérvia Mão Negra, responsável pelo assassinato do arquiduque Francisco Fernando em 1914. Vários políticos também faziam parte da conspiração, sendo supostamente incluído o ex-primeiro-ministro Nikola Pašić.
O palácio do casal real foi invadido, e eles se esconderam num armário no quarto da rainha. Os conspiradores revistaram o palácio e acabaram descobrindo o casal real e os assassinaram na madrugada de 11 de junho de 1903. Eles foram baleados e seus corpos mutilados e estripados, após o que, de acordo com relatos de testemunhas oculares, foram jogados de uma janela do segundo andar do palácio em pilhas de esterco de jardim.

## Honras
Sérvias:

Monograma real de Alexandre

- 28 de junho de 1889: Ordem de São Príncipe Lázaro (Fundador)[23]
- 1898: da Ordem de Miloš, o Grande (Fundador)[23]

Estrangeiras:
- 1891:  Grã-Cruz da Ordem de Santo Estêvão[24]
- 1894:  Cavaleiro da Ordem da Fidelidade[25]
- 1894:  Cavaleiro da Ordem de Bertoldo I[25]
- 25 de novembro de 1896:  Cavaleiro da Ordem da Anunciação[26]
- 5 de agosto de 1893:  Grã-Cruz da Banda das Três Ordens[27]
- Cavaleiro da Ordem de Santo André[28]
- 24 de setembro de 1897:  Grã-Cruz da Ordem de Carlos III[29]